# Tagliata d'Incanal
La tagliata d'Incanal è stata una tagliata stradale militare italiana eretta alla fine dell'Ottocento nel territorio comunale di Rivoli Veronese che doveva sbarrare il fondovalle della Val d'Adige a nord di Verona alle truppe dell'Impero austro-ungarico.

## Storia
I lavori alla tagliata iniziarono nel 1884 in seguito alla approvazione del secondo piano generale delle fortificazioni emanato dalla commissione per lo studio della difesa dello stato sotto la guida di Luigi Mezzacapo e Giuseppe Salvatore Pianell. La zona a nord di Verona, soprattutto in Val d'Adige, fu già immediatamente dopo l'annessione del Veneto al Regno d'Italia nel 1867 nell'obiettivo dei piani di fortificazione del Regio Esercito.

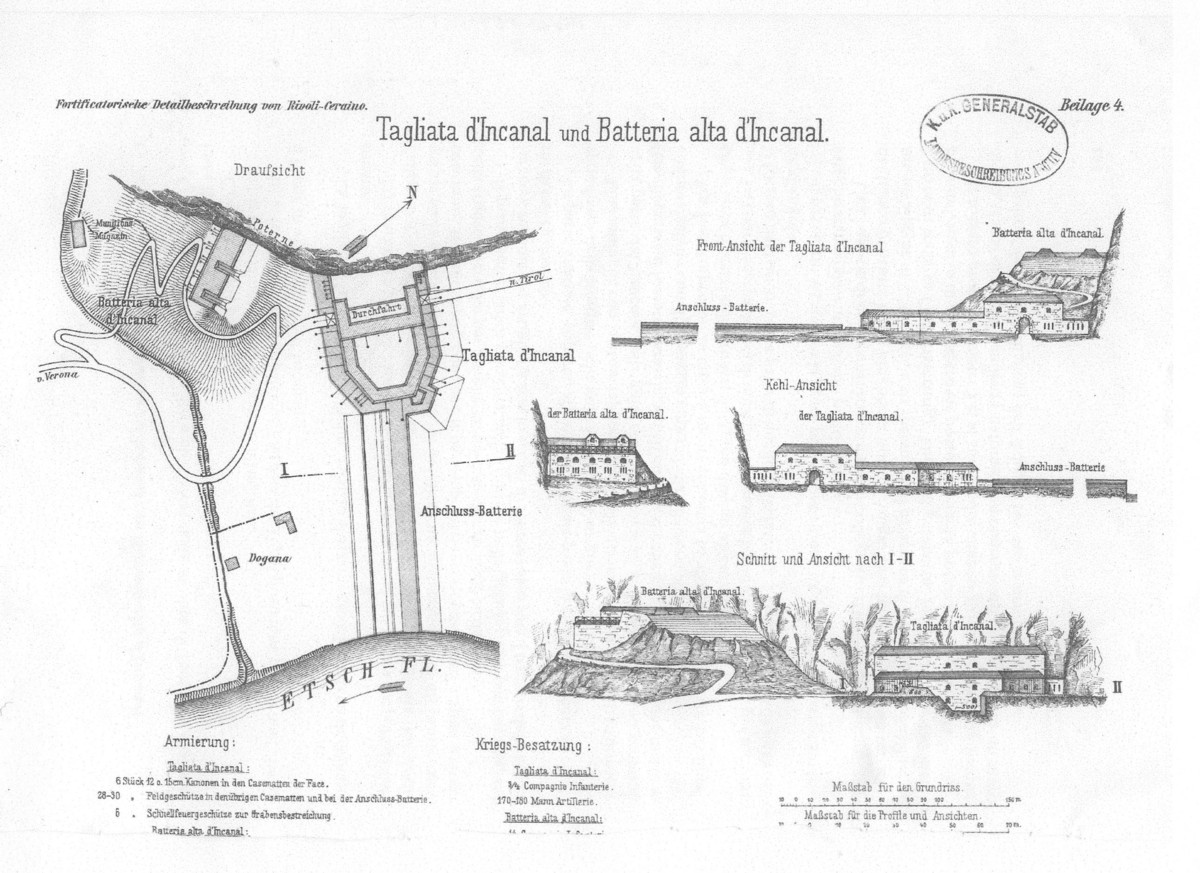
Rilievi dell'opera effettuati dal servizio informazioni austro-ungarico

Ma solo in seguito alla deliberazione dei fondi destinati per le fortificazioni nel marzo 1884 si poté finalmente procedere alla modernizzazione e al completamento dello sbarramento costruito in precedenza dall'Impero austriaco nella zona di Rivoli Veronese. L'inizio dei lavori della tagliata d'Incanal occorse, come la costruzione del forte Masua e della batteria bassa del forte Rivoli, in questo preciso periodo e riguardarono anche i lavori di ammodernamento delle opere austriache già esistenti, innanzitutto il loro nuovo orientamento difensivo verso nord.
Alla fine degli anni ottanta dell'Ottocento l'ufficio informazioni austro-ungarico (k.u.k. Evidenzbureau) aveva già effettuato dei rilievi e schizzi della tagliata d'Incanal.
Nel 1908 il colonnello Vittorio Italico Zupelli durante una ispezione annotò i difetti delle fortificazioni erette fra il 1845 e il 1888 nella zona di Rivoli Veronese. Secondo il suo rapporto le artiglierie di queste opere avevano un potenziale ridotto a causa delle cannoniere e degli affusti che consentivano solo una elevazione minima dei pezzi, con la conseguenza che il raggio d'azione delle artigliere era molto ridotto.
All'inizio della prima guerra mondiale la tagliata d'Incanal, armata con 4 cannoni 87B, risultò ancora tra le opere elencate dello sbarramento della Val d'Adige. Faceva parte, insieme ai forti di San Marco, Chiusa e la batteria bassa del forte Rivoli, del gruppo Chiusa-Rivoli del settore destra e fondo Adige della fortezza di Verona. Nonostante la sua posizione arretrata dal fronte, fu utilizzato dal Regio Esercito fino all'ultimo anno di guerra.
Radiata dal Demanio pubblico nel 1950, divenne in seguito proprietà privata. La struttura fu parzialmente demolita durante i lavori di allargamento della strada provinciale 11.

## Descrizione
La tagliata d'Incanal, eretta in regolari conci di pietra, costituì con la batteria alta d'Incanal lo sbarramento del fondovalle del Val d'Adige sulla destra orografica del fiume Adige nei pressi della chiusa di Ceraino. La batteria alta si trova a circa 200 metri in direzione sudovest su una collina in posizione sopraelevata ed era collegata con la tagliata con una poterna non più percorribile. Le batterie delle due opere coprivano la zona fino a nord di Dolcè, la strada e la ferrovia del Brennero, il fondovalle e il versante orientale della Val d'Adige di fronte al forte Ceraino.
L'opera era direttamente appoggiata alla parete del monte Cordespino con dei muri ancora parzialmente visibili soprattutto sul lato meridionale. Quest'ultimi erano collegati ad una struttura a due piani con le due porte per il passaggio della strada. Questa parte disponeva anche di due ponti levatoi e di un piano sotterraneo a protezione del fossato che circondava tutta la tagliata. La struttura a due piani con le porte fu quasi completamente demolita con l'allargamento della strada, a parte l'angolo sinistro frontale e una parte dei muri esterni del primo piano sul lato orientale. Nel primo piano si trovavano alcune postazioni di artiglieria, sia sul lato frontale sia sul fronte di gola. Una di queste feritoie è ancora visibile nella parte frontale rimasta.
Meglio conservata è la parte orientale della tagliata, soprattutto quella settentrionale. Questa parte della tagliata, che ha la forma di un ferro di cavallo asimmetrico, si sviluppa su un solo piano con ulteriori casamatte per l'artiglieria su entrambi i fronti. A differenza della parte settentrionale, la parte meridionale è stata parzialmente demolita e non è più riconoscibile la forma originaria della struttura. A questa struttura era collegata una batteria di collegamento in terrapieno che completava lo sbarramento sul lato orientale della tagliata fino al fiume Adige. Di questa batteria in terrapieno non è rimasta nessuna traccia, come anche del fossato che la proteggeva sul lato settentrionale.

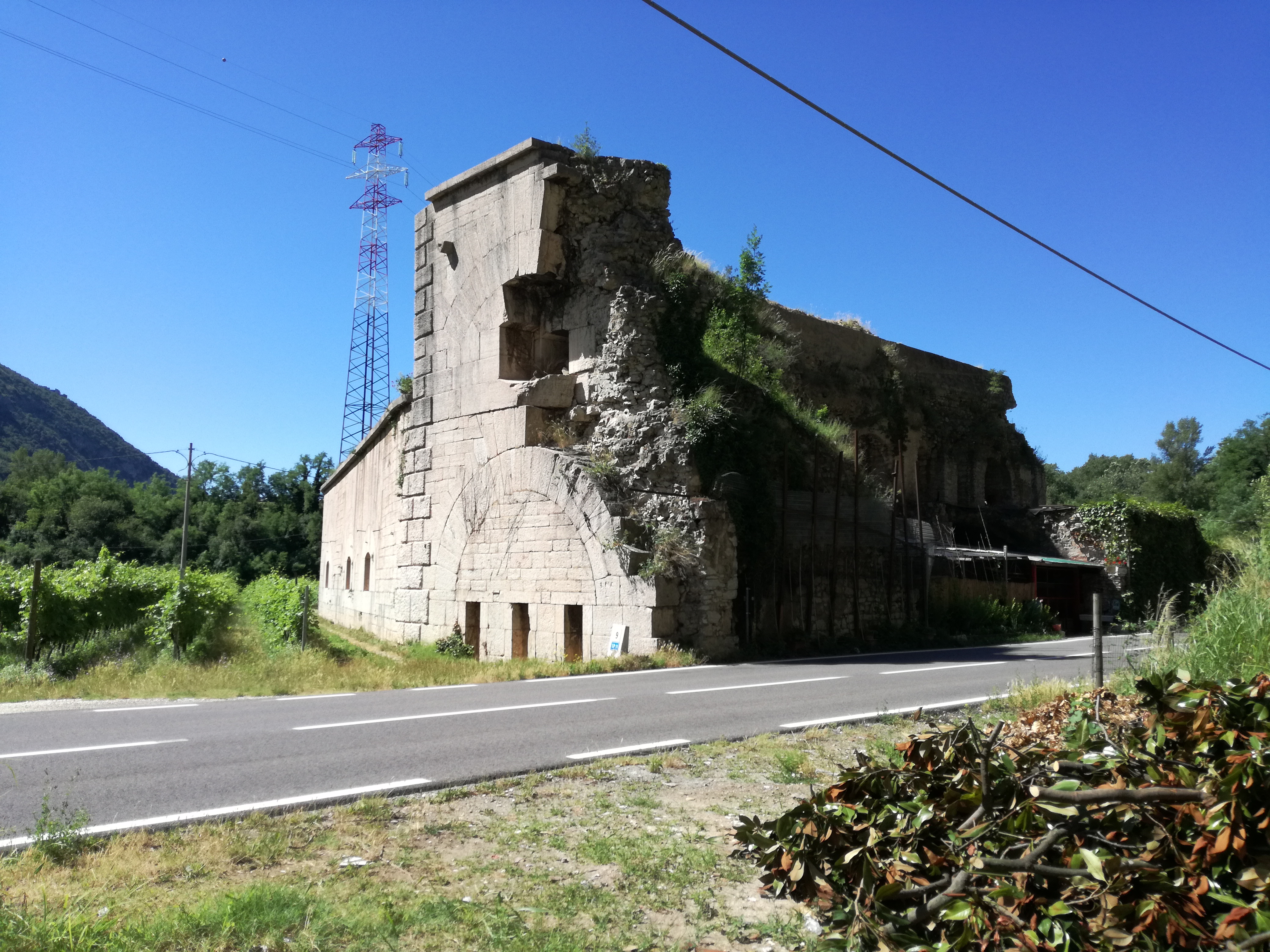
I resti del primo piano del lato orientale con l'unica feritoia del primo piano rimasto
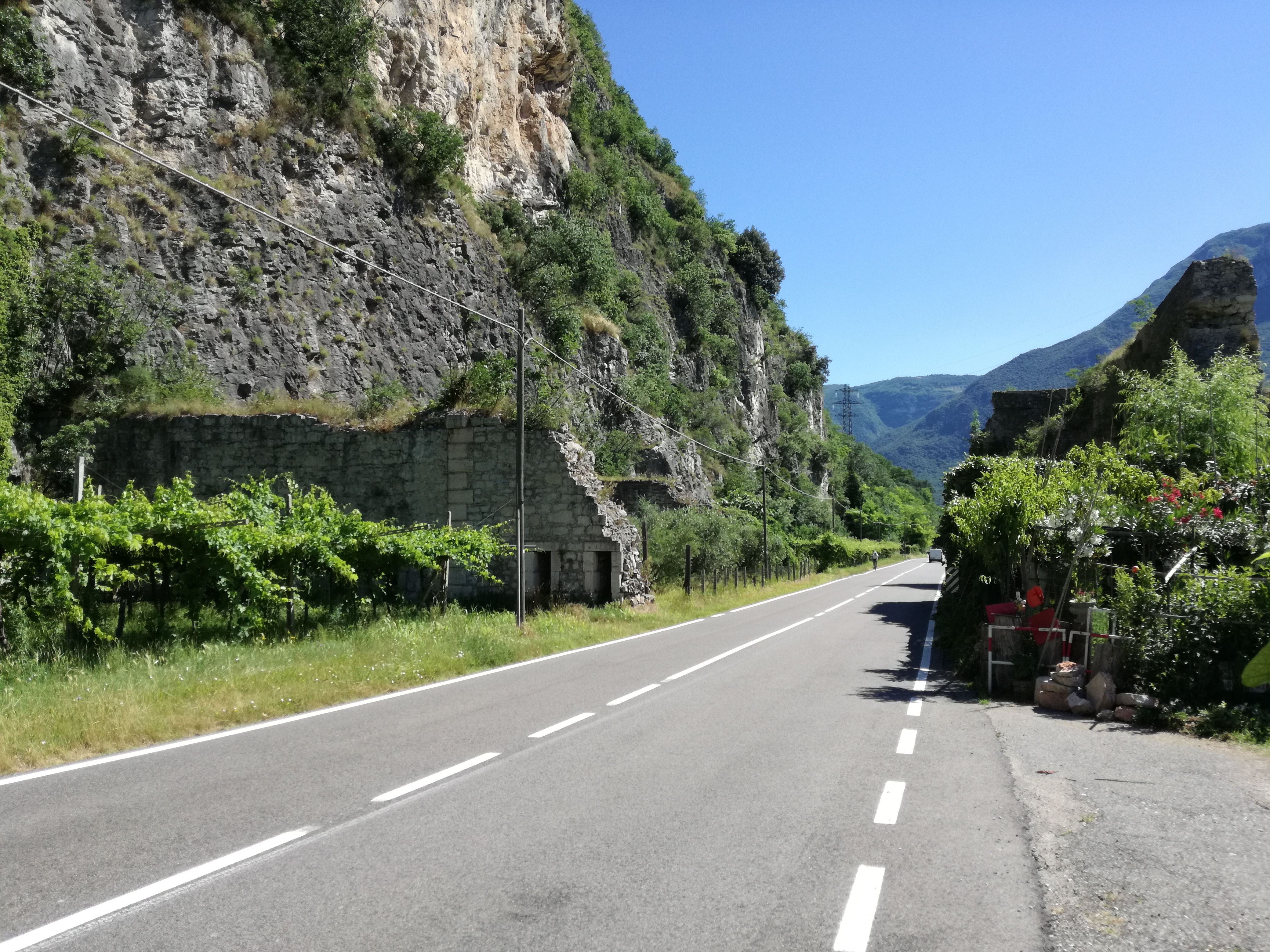
Il lato meridionale con i resti del muro di collegamento sulla sinistra
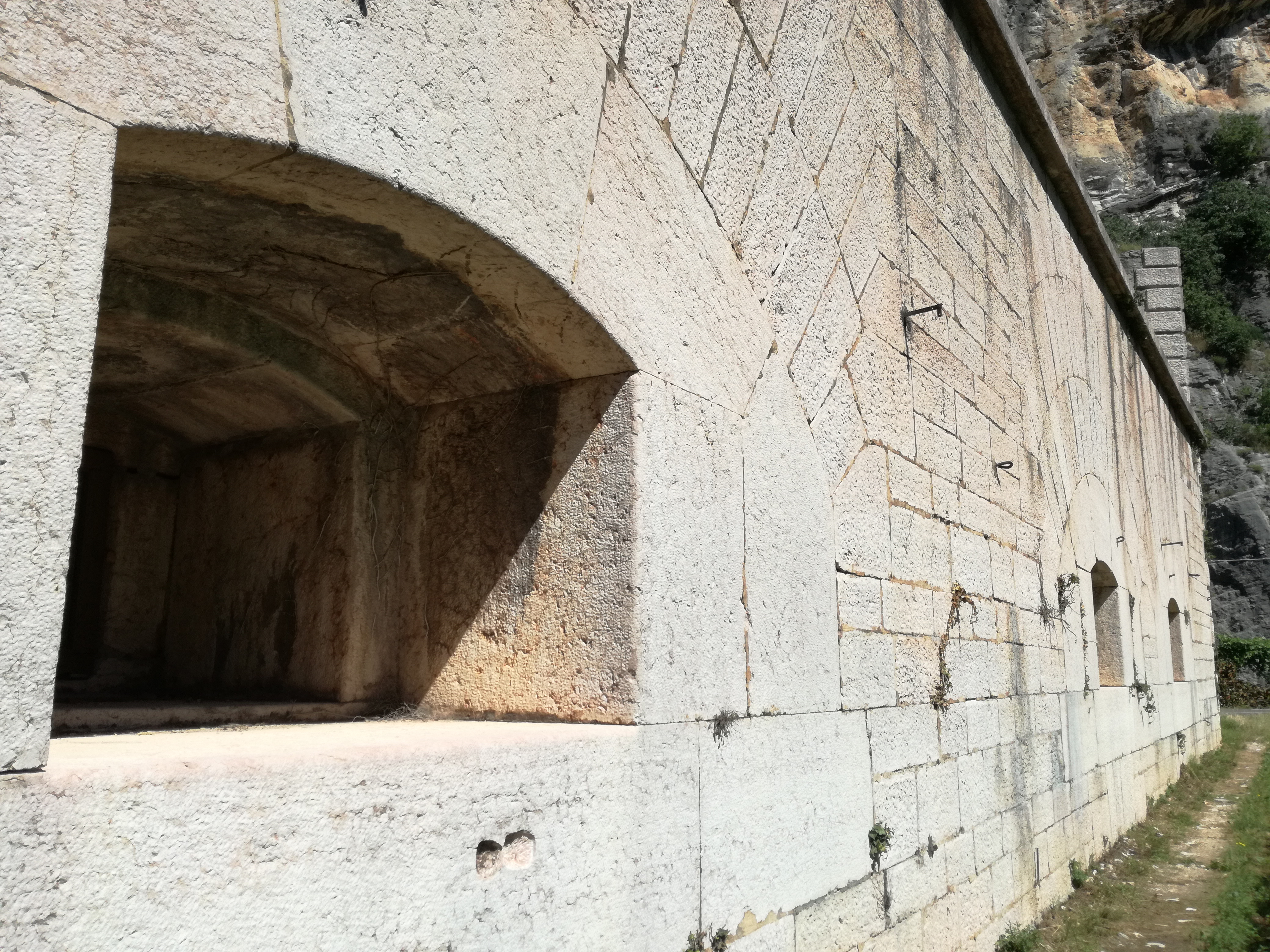
Feritoia della parte meglio conservata dell'opera

## Armamento
Tagliata d'Incanal
- 6 cannoni a retrocarica da 120 o 150 mm

Batteria di collegamento
- 12-18 cannoni nella batteria di collegamento

Batteria alta d'Incanal
- 4-6 cannoni a retrocarica da 120 o 150 mm[9]

## Vie d'accesso
I ruderi della tagliata si trovano ai bordi della strada provinciale 11 della Val d'Adige tra le località di Zuane e Incanal, a 100 metri di altitudine.